# Devil Evangelion: Door of Hell
Devil Evangelion: Door of Hell es la primera entrega de un videojuego amateur freeware que está siendo desarrollado por T-Games.

## Historia
El agente Tom Smayer es enviado por la International Security Office para detener los planes de la secta Devil Evangelion, que lidera Demenon. El desencadenante de ésta misión fue el derribo de un helicóptero civil sobre la selva brasileña.
En cuanto Tom se infiltra en la base abandonada donde se supone que se esconde la secta, es recibido por un ejército de soldados locos que no dudan en dispararle sin preguntar. Tom llega al centro de la base, al helipuerto, donde ya ha comenzado el ritual. Logra detener a Demenon, pero la puerta del infierno sigue abierta, y es engullido por ella. Tom logra salir a tiempo y volver a cerrar la puerta, deteniendo y destruyendo a la secta, pero tal vez este no es el fin, sino el principio.

## Niveles
The Jungle
Tom aterriza en el límite de la base abandonada. Los árboles, las grandes matas de arbustos y cañones de roca que convierten a la zona en un laberinto, están vigilados por soldados de Demenon. Sin embargo, el búnker y la torre de vigilancia nos indican la cercanía de la base.
The Tank's Store
Tras una pequeña introducción por los alrededores de la base, Tom encuentra el modo de infiltrarse en ella mediante unos túneles de ventilación que dan a los enormes almacenes de tanques.